# Эпоха (астрономия)
Эпоха в астрономии (от др.-греч. ἐποχή — «остановка, задержка, прекращение») — выбранный момент времени, для которого определены астрономические координаты или элементы орбиты небесных тел.
Так как видимые координаты объекта могут меняться от прецессии и нутации, а также собственного движения, при измерении координат нужно учитывать, в какой момент они были измерены.
Точные значения таких параметров в определённые моменты времени позволяют предсказывать координаты объекта в будущие моменты времени: в частности, это нужно для составления эфемерид.

## Изменение систем координат
Плоскость экватора меняет своё положение из-за прецессии, а плоскость эклиптики — из-за возмущений от других планет. Эти плоскости используются в определениях, соответственно, экваториальной и эклиптической систем координат, а точка весеннего равноденствия — одна из двух точек их пересечения, используется в определении обеих систем. Эпоха, на которую определено положение этих плоскостей и точки весеннего равноденствия, называется эпохой равноденствия.
Эти причины никак не связаны с собственным движением тел, в частности, по орбите. Поэтому, например, для малых планет Солнечной системы не все элементы орбиты указываются на выбранную стандартную эпоху — на данный момент её функцию выполняет J2000.0. Те из них, которые не зависят от выбора систем координат, иногда указываются на другую эпоху. Из кеплеровых элементов орбиты от выбора координат зависит долгота восходящего узла, аргумент перицентра и наклон — эти координаты указываются на стандартную эпоху. Большая полуось, эксцентриситет и средняя аномалия не зависят от них и указываются, как правило, на текущую эпоху.

## Устаревание эпох
Если система координат была определена на какую-либо эпоху равноденствия, то, в теории, её можно использовать сколько угодно, хотя это будет и не всегда удобно. Однако, орбиты планет непостоянны из-за возмущений от других тел, а координаты звёзд — из-за собственного движения. То есть, рано или поздно эти параметры станут слишком сильно отличаться от измеренных на какую-то эпоху, и их использование станет невозможным.
Тем не менее, с развитием небесной механики стало известно, по каким законам меняются элементы орбит планет под действием возмущений, и появилась возможность их предсказывать, приближая полиномом функцию зависимости элементов от времени.
Некоторые эпохи должны использоваться долгое время по другим причинам. Например, границы созвездий, утверждённых Международным астрономическим союзом, рассчитаны на эпоху 1875 года, и до сих пор не менялись. Поэтому, чтобы точно определить, в каком созвездии находится, к примеру, планета, нужно определить её координаты на эпоху 1875 года.

## Смена стандартных эпох
По причине того, что стандартные эпохи со временем устаревают, их периодически приходится менять и пересчитывать координаты из одной эпохи в другую. В данный момент используется эпоха J2000.0, которой соответствует момент 1 января 2000 в 12:00 TT. В 1976 году на ассамблее Международного Астрономического Союза было решено использовать эту эпоху с 1984 года; до этого по очереди использовались эпохи B1875.0, B1900.0 и B1950.0. Пересчёт координат производится домножением их на матрицу поворота, одинаковую для всех объектов и зависящую только от положения основной плоскости системы координат и точки отсчёта на ней.

## История возникновения термина
Экваториальная и эклиптическая системы координат, чаще всего применяющиеся в астрономии, определены относительно точки весеннего равноденствия, которая в свою очередь определяется взаимной ориентацией оси вращения Земли и её орбиты вокруг Солнца. Ориентация земной оси меняется (хотя и довольно медленно), например, в результате прецессии. На больших промежутках времени изменения вполне заметны. К примеру, во времена Гиппарха (II в. до н. э.) точка весеннего равноденствия находилась в созвездии Овна, а сейчас она расположена в созвездии Рыб. Поэтому для сопоставления наблюдений, проведённых в разные эпохи, возникла необходимость указывать эпоху, когда именно они осуществлялись.